# Jobinia eulaxiflora
Jobinia eulaxiflora är en oleanderväxtart som först beskrevs av Cyrus Longworth Lundell, och fick sitt nu gällande namn av W.D. Stevens. Jobinia eulaxiflora ingår i släktet Jobinia och familjen oleanderväxter. Inga underarter finns listade i Catalogue of Life.